# Llanto de un héroe
Llanto de un héroe es el segundo álbum de estudio (tercero si tenemos en cuenta el poco conocido "Ready to the glory") del grupo español de power metal Avalanch, primero con la voz de Victor García. Sus letras tratan temas épicos y medievales, aludiendo al propio Rodrigo Díaz de Vivar, Don Pelayo o el inquisidor Tomás de Torquemada; también leyendas asturianas como "Cambaral" y temática como "Vientos del Sur", dedicada a Jacques-Yves Cousteau.

## Canciones
- Música y letra por Alberto Rionda, excepto 3 y 11 (Victor García)

1. Intro 01:47
2. Torquemada 06:24
3. Por mi libertad 06:05
4. Pelayo 07:15
5. Vientos del sur 06:55
6. Polvo, sudor y sangre 05:13
7. Cid 05:12
8. ¿Días de gloria...? 06:02
9. No pidas que crea en ti 05:07
10. Cambaral 06:08
11. Aquí estaré 05:28
12. Llanto de un héroe 05:03

## Personal
- Voz y coros: Víctor García
- Guitarras, teclados, bajo, batería programada y percusiones: Alberto Rionda

## Miembros del grupo
- Voz: Víctor García
- Guitarra: Alberto Rionda
- Guitarra: Roberto García
- Bajo: Francisco Fidalgo
- Batería: Alberto Ardines

- Datos: Q5225259